# فونتين
فونتين (بالإنجليزية: Fontaine)‏ هي ملحنة ومغنية مؤلفة ومغنية أمريكية، ولدت في 7 مايو 1979.

## وصلات خارجية
- فونتين على موقع ميوزك برينز (الإنجليزية)
- فونتين على موقع أول ميوزيك (الإنجليزية)
- فونتين على موقع أول ميوزيك (الإنجليزية)
- فونتين على موقع ديسكوغز (الإنجليزية)